# Toyota Mirai
Toyota Mirai este un vehicul cu pile de combustie (transformă hidrogen în electricitate pentru a alimenta motorul electric amplasat in automobil) comercializat de Toyota în Japonia, America de Nord și Europa de Vest. Dispune de o autonomie de 650 km.

## A doua generație (JPD20; 2020)

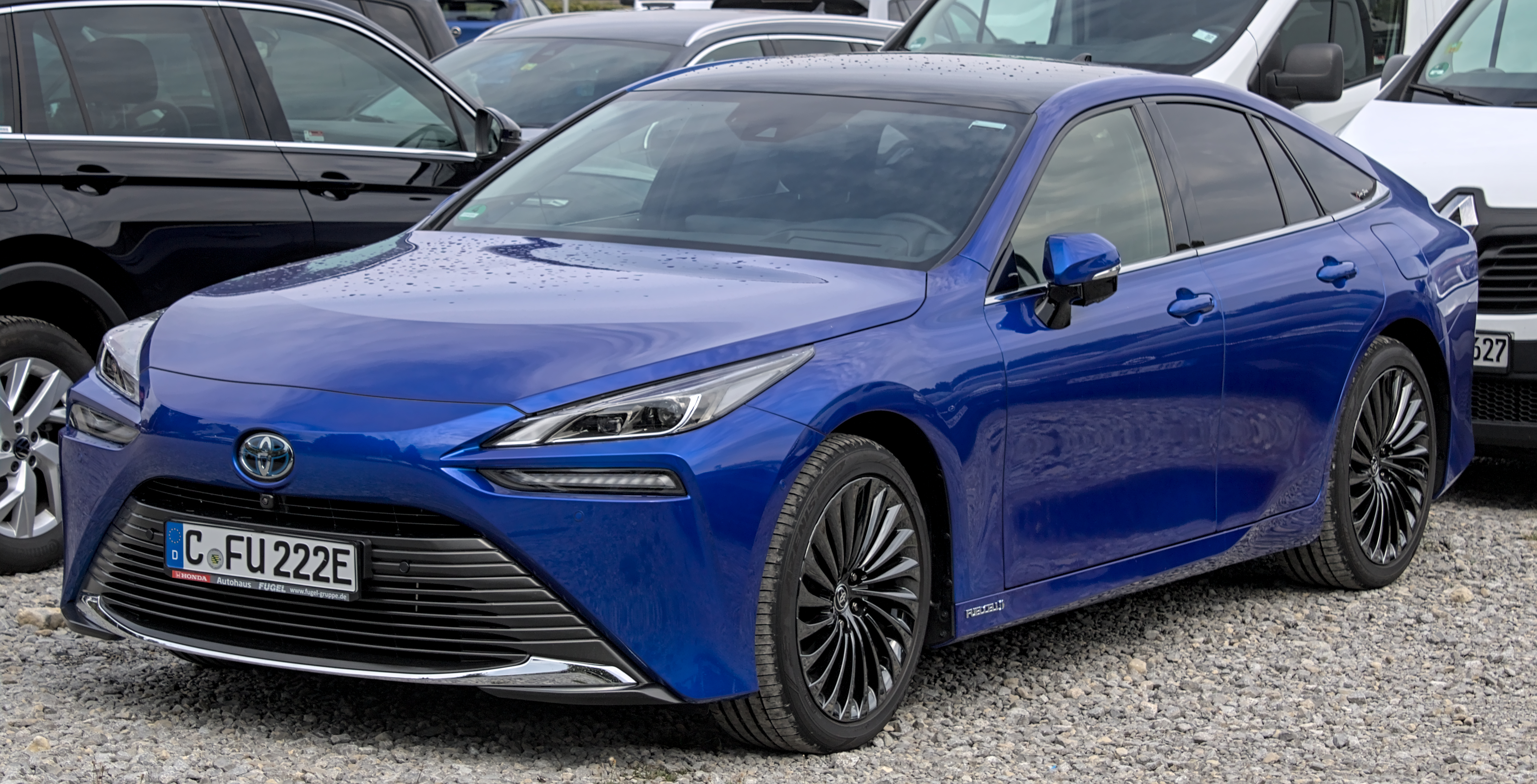

A doua generație este o berlină sport cu patru uși care reprezintă o reproiectare completă a modelului din 2014. Acesta vine cu mai mult spațiu de stocare a hidrogenului și cu un sistem îmbunătățit de celule de combustibil pe bază de hidrogen care oferă o îmbunătățire cu 30% a autonomiei vizate.

## Galerie foto

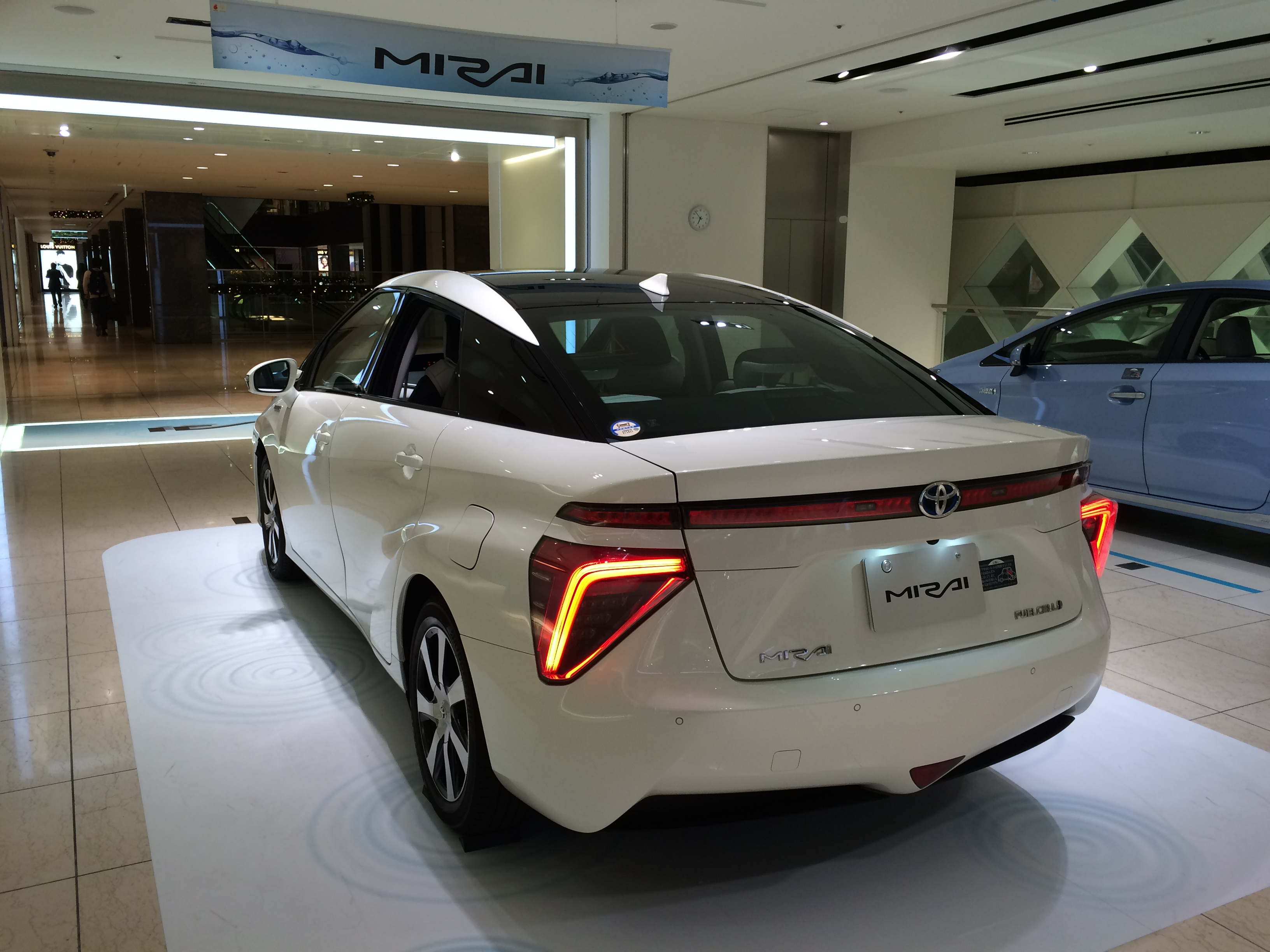
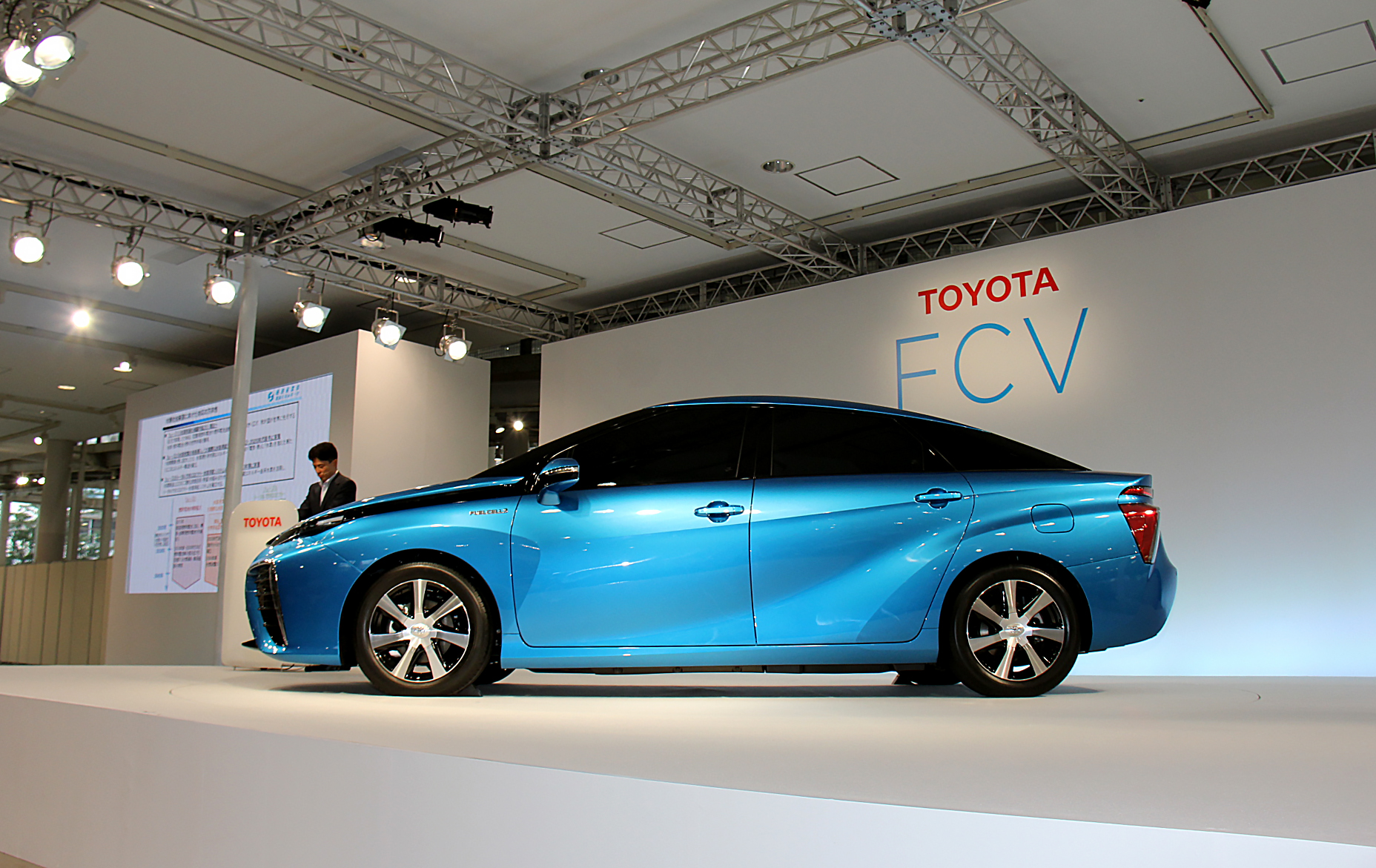
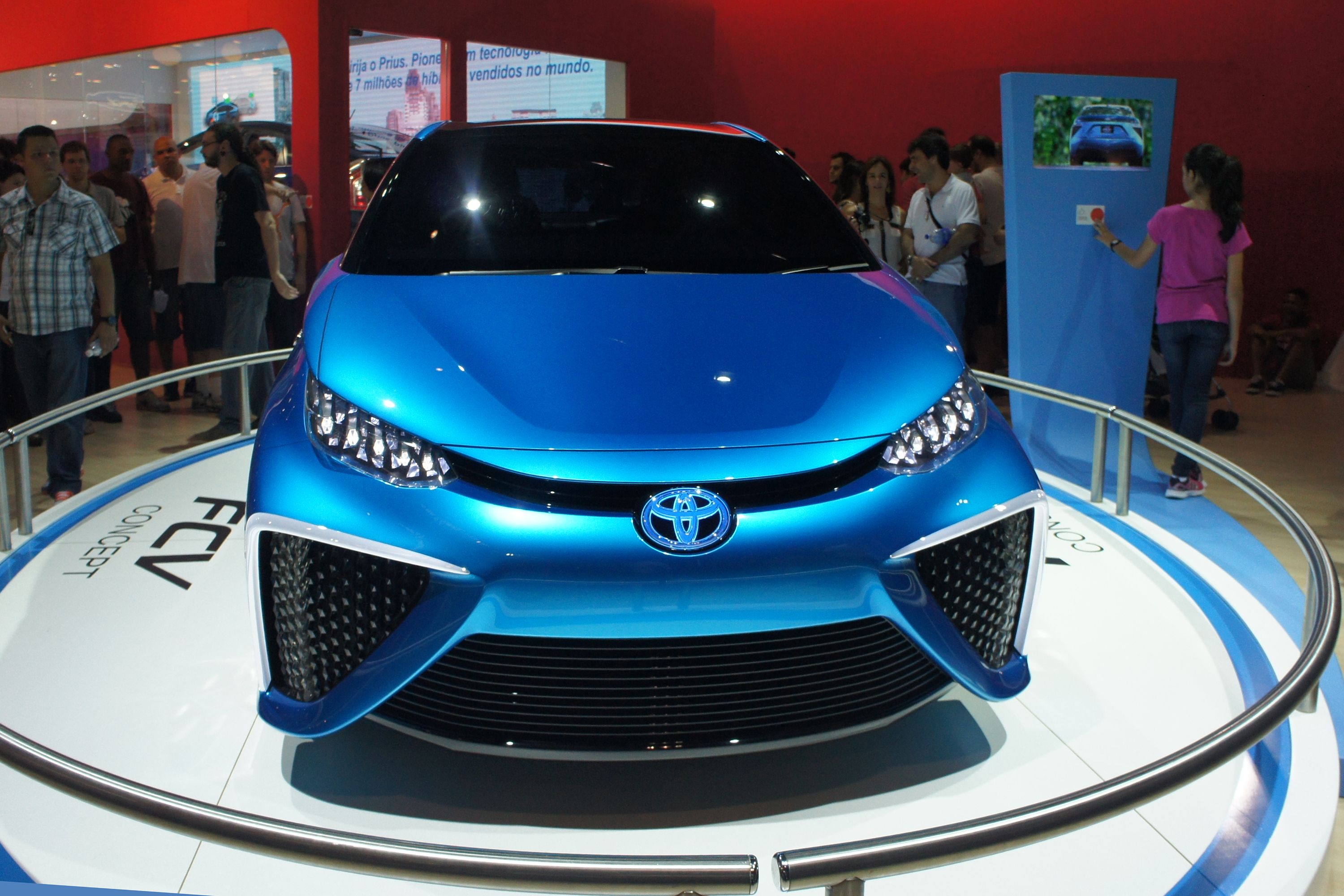
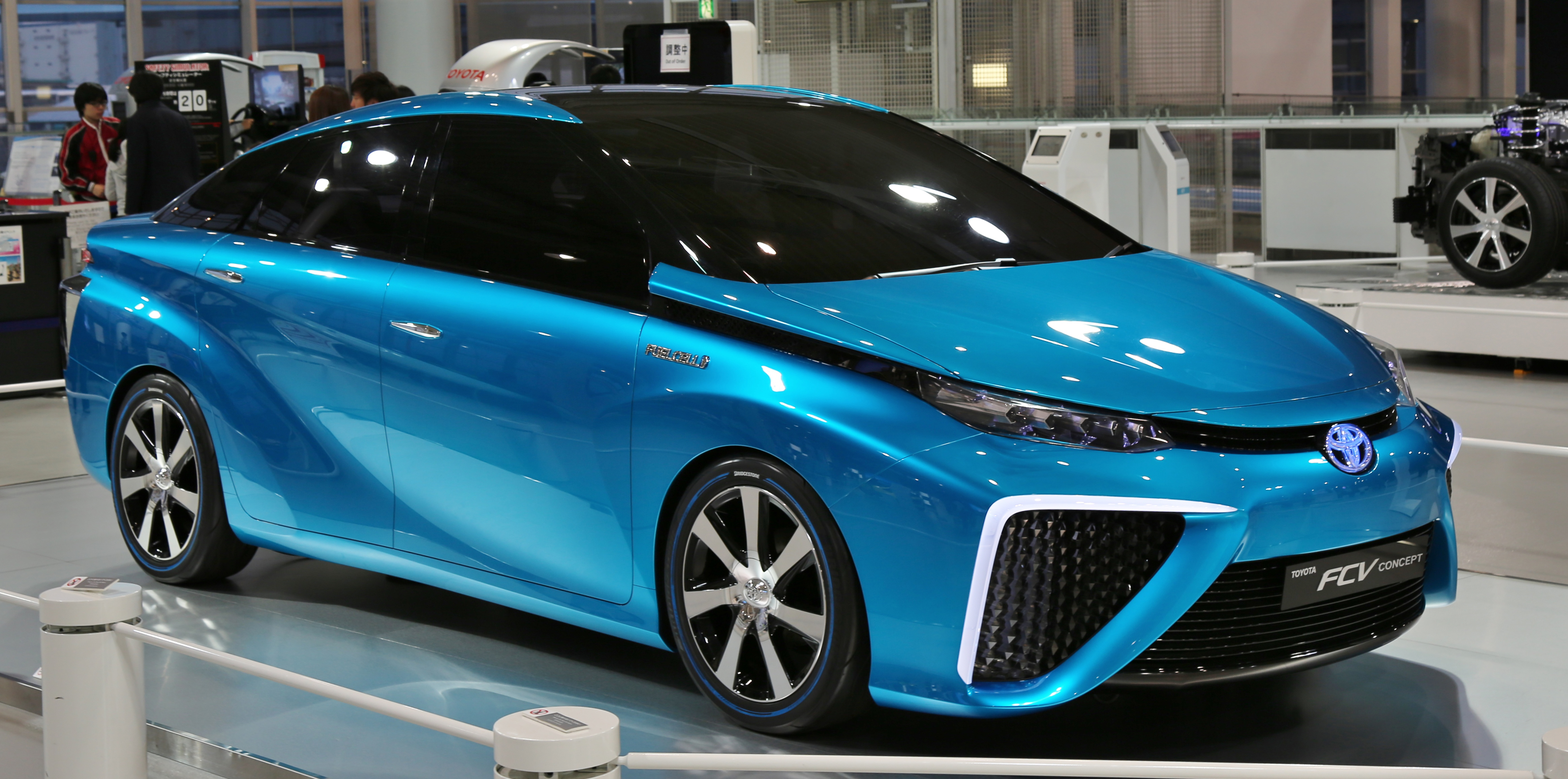
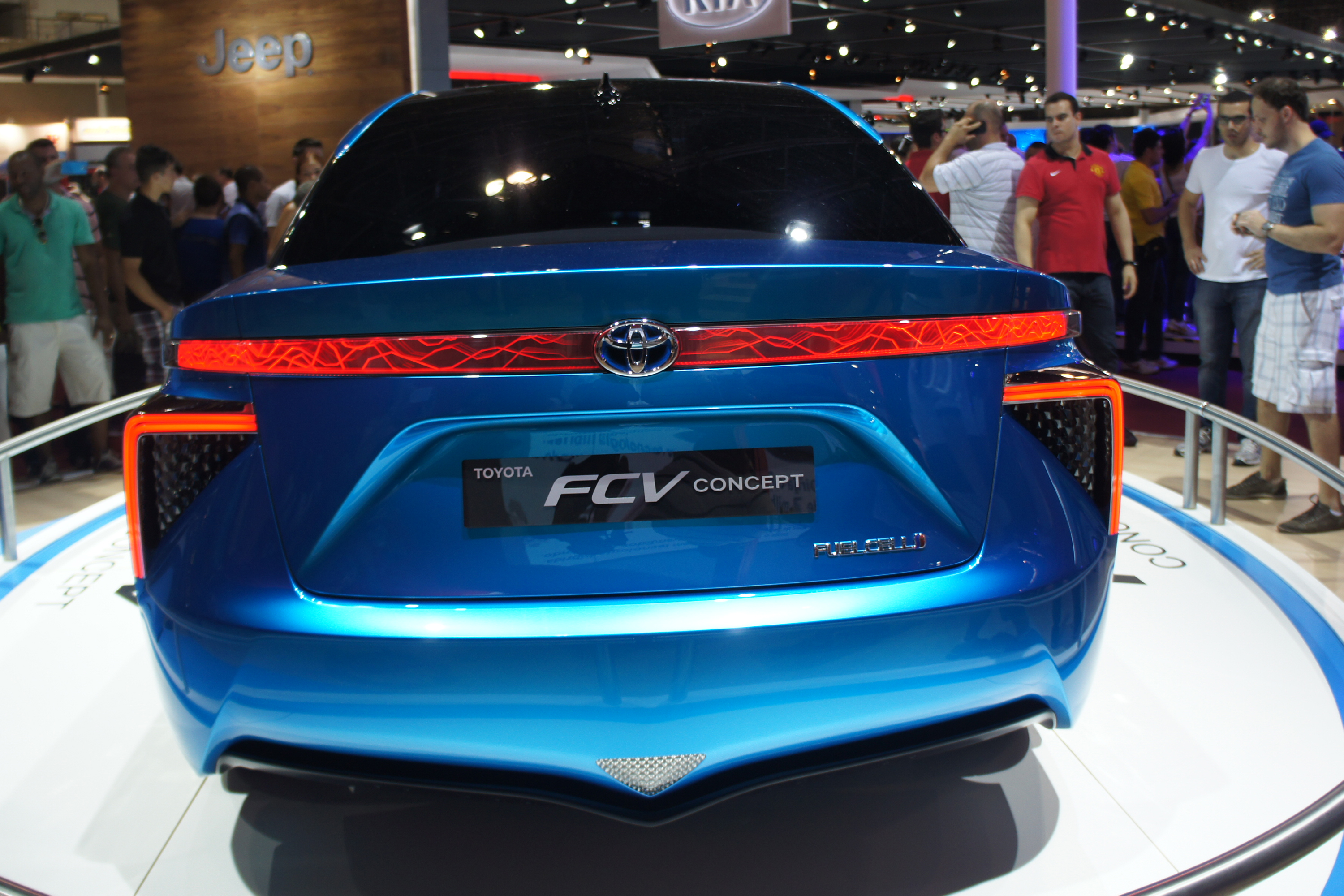
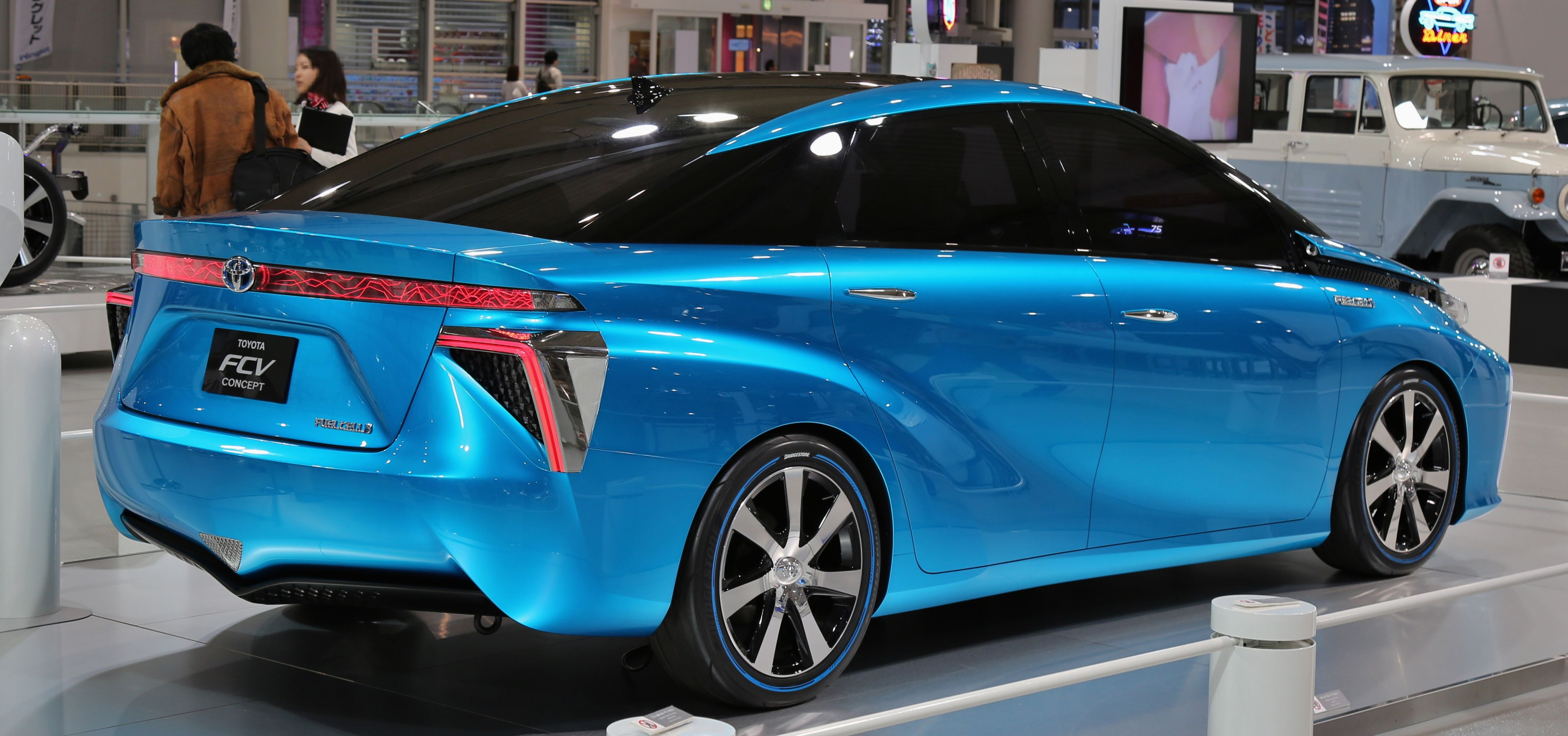
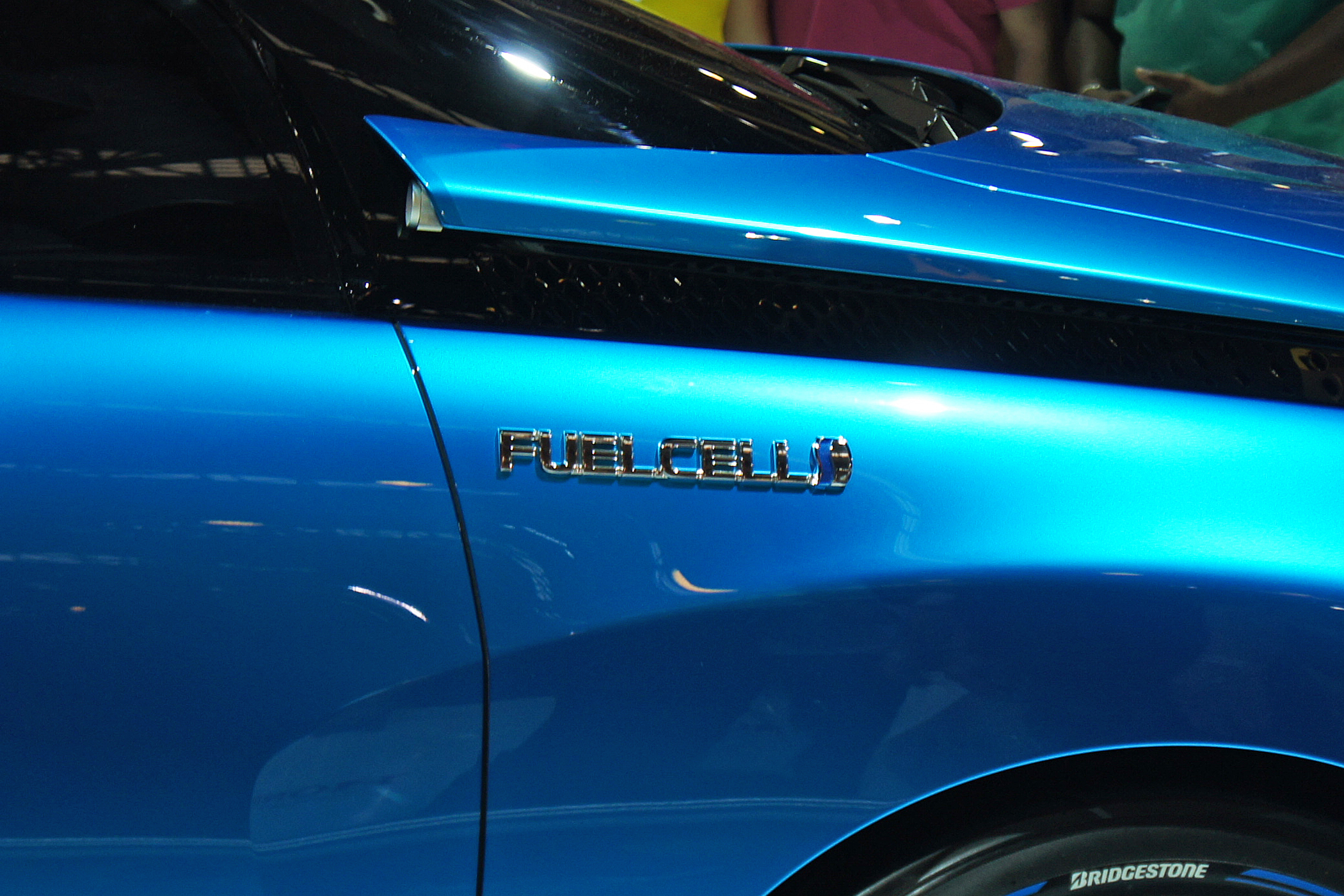
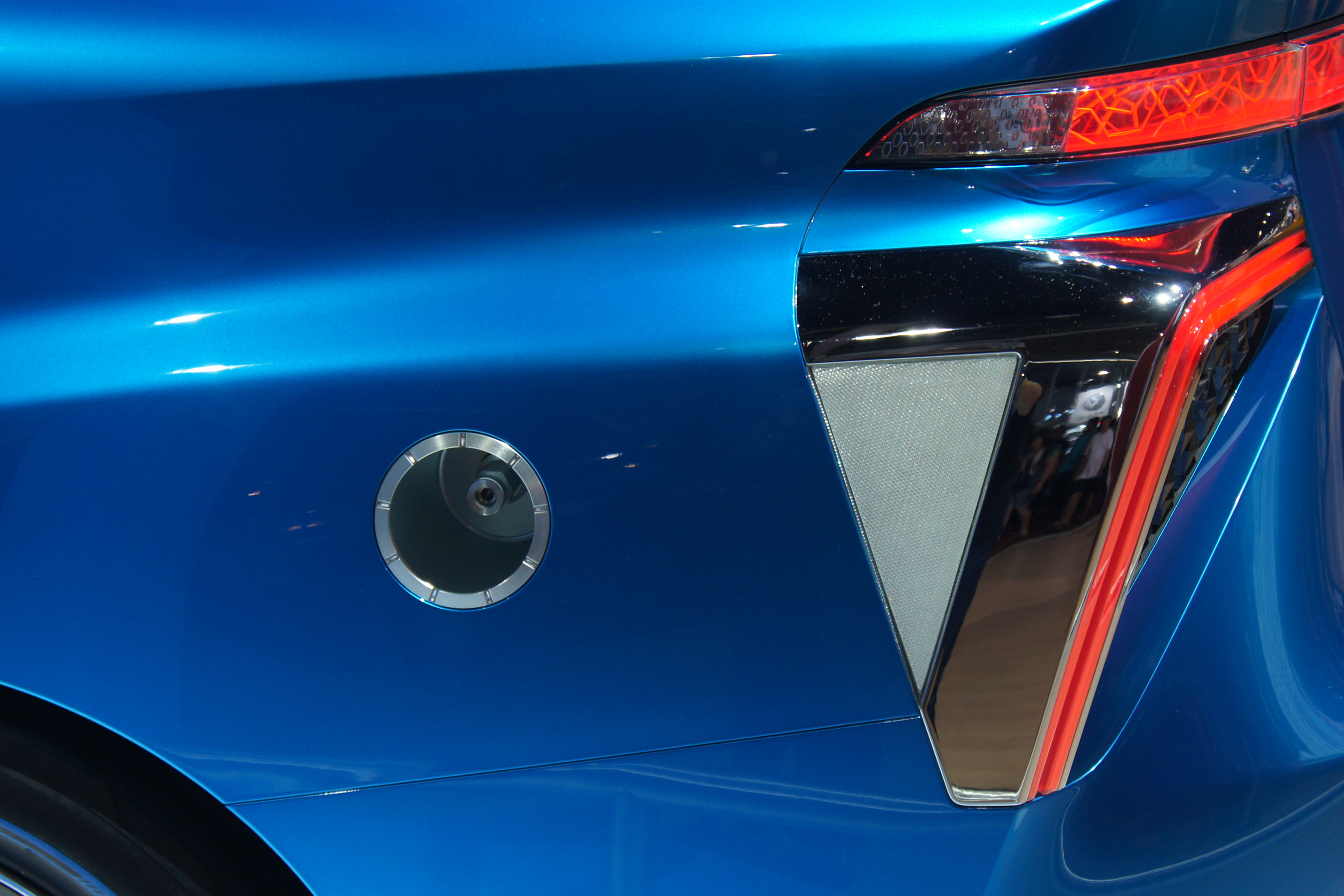